# Bishop's Itchington
Bishop's Itchington is een civil parish in het bestuurlijke gebied Stratford-on-Avon, in het Engelse graafschap Warwickshire met 2082 inwoners.